# Heart Beats of Long Ago

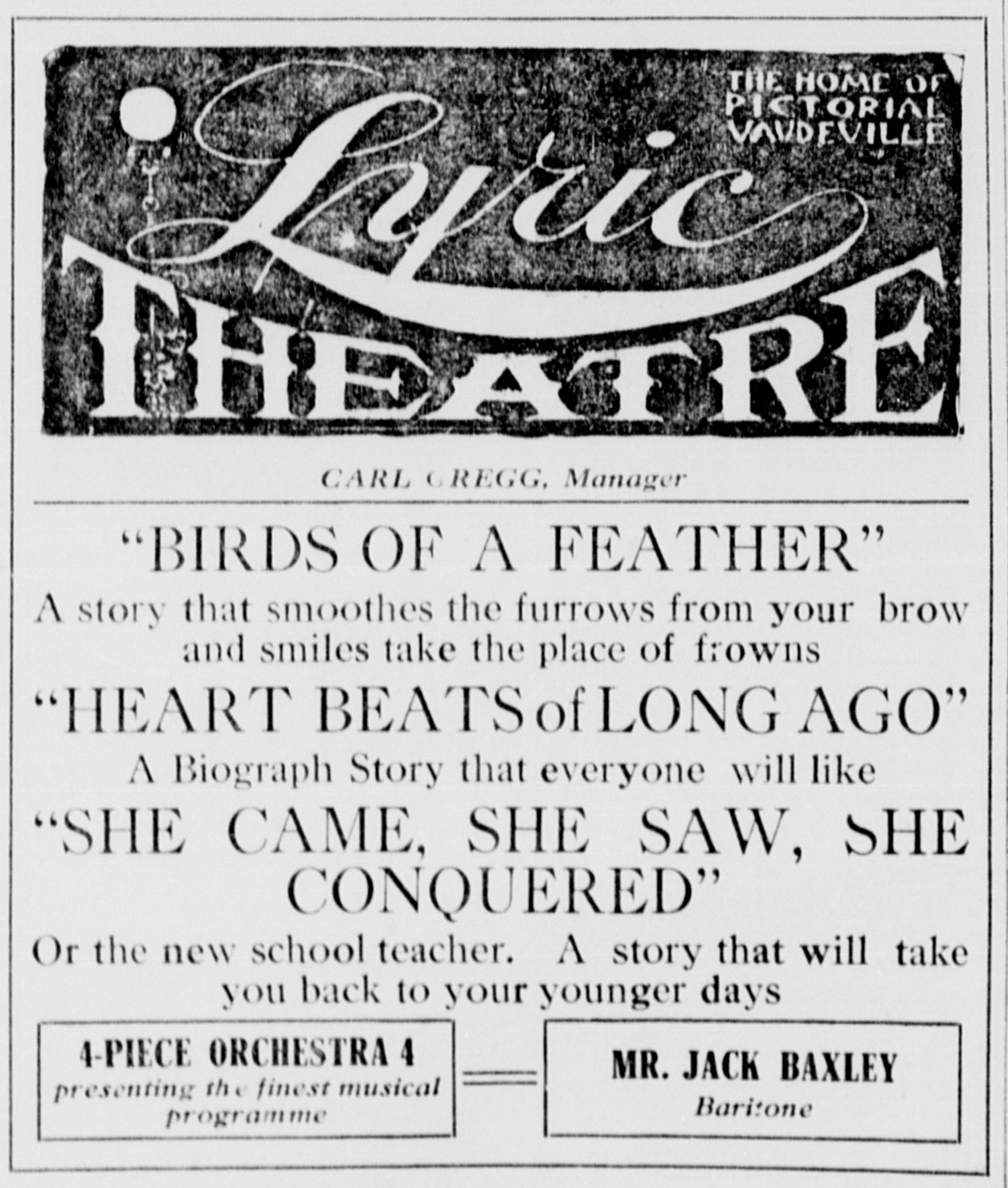

Heart Beats of Long Ago é um filme mudo estadunidense do gênero dramático de curta-metragem, dirigido por D. W. Griffith em 1911.

## Elenco
- George Nichols
- Wilfred Lucas
- Donald Crisp
- Blanche Sweet
- Kate Toncray